# Danh sách chi của Noctuidae:C
Noctuidae là một họ bướm đêm lớn gồm rất nhiều chi:
A B C D E F G H I J K L M N O P Q R S T U V W X Y Z
| - Cabralia - Cacofota - Cadiorapa - Caduca - Caecila - Caedesa - Caenurgia - Caeshadena - Caffristis - Calamia - Calamistis - Calanomogyna - Calesia - Calesidesma - Calesiodes - Calicula - Caligatus - Callargyra - Callegaria - Callhyccoda - Callicereon - Calliergis - Calligraphidia - Callingura - Calliocloa - Calliodes - Callipyris - Callistege - Callixena - Calloecia - Callophisma - Callopistria - Calloruza - Callostolis - Callostrotia - Callyna - Calocea - Calocestra - Calocharia - Calocucullia - Calogramma - Calophasia - Calophasidia - Caloplusia - Caloxestia - Calpiformis - Calpoparia - Calydia - Calymma - Calymnia - Calymniodes - Calymniops - Calyptis - Calyptra - Camphypena - Campometra - Camptocrossa - Camptylochila - Campydelta - Canatha - Canthylidia - Capelica - Caphornia - Capillamentum - Capis - Capitaria - Capnistis - Capnodes - Caradana - Caradjia - Caradrina - Carandana - Caranilla - Caranusca - Carbona - Carcharoda - Cardalena - Cardepia - Cardiestra - Cardiosace - Carelis - Carillade - Cariona - Carissa - Carmara - Caroga - Carpheria - Carpholithia - Carsina - Carteia - Carteris - Caryonopera - Casamba - Casandria - Casperia - Cassania - Castanasta - Catabapta - Catabena - Catada - Catadella - Catadoides - Catalana - Cataloxia - Catamecia - Catamelas - Catasema - Catephia - Catephiodes - Catephiona - Catoblemma - Catocala - Caularis - Cauninda - Cautaeschra | - Cautatha - Cecharismena - Ceilodiastrophon - Celaena - Celagyris - Celeopsyche - Celiptera - Cellacrinata - Cenigria - Centrartha - Centrochlora - Centrogone - Cephalospargeta - Cephena - Ceramica - Cerapoda - Cerapteryx - Ceraptila - Cerastis - Cerathosia - Ceratostrotia - Cerbia - Cercosimma - Cerma - Cerocala - Ceroctena - Ceromacra - Cerviplusia - Cerynea - Cetola - Chabora - Chabuata - Chadaca - Chaetaglaea - Chaetoloma - Chaetostephana - Chalcamistis - Chalciope - Chalcoecia - Chalconyx - Chalcopasta - Chalenata - Chalestra - Chamaeclea - Chamyla - Chamyna - Chamyris - Chamyrisilla - Chandata - Chaograptis - Chara - Charanyca - Charanyctycia - Charierges - Charitosemia - Charmodia - Charoblemma - Chasmina - Chasminodes - Chazaria - Checupa - Cheillophota - Cheirophanes - Chelaprora - Chelecala - Chelichares - Cheligalea - Chelonomorpha - Chera - Chersotis - Chibidokuga - Chichimeca - Chilkasa - Chilodes - Chionoxantha - Chirconia - Chiripha - Chitasida - Chlanidophora - Chloantha - Chloridea - Chlorocleptria - Chlorocodia - Chlorognesia - Chlorograpta - Chlorothalpa - Chlorothrix - Chlumetia - Chobata - Chodda - Choephora - Choeropais - Cholimma - Choluata - Chopardiana - Chorizagrotis - Chorsia - Chortodes - Chrychrysia - Chrysanympha - Chrysodeixis - Chrysoecia - Chrysograpta - Chrysonicara - Chrysopera - Chrysorithrum - Chrysozonata - Chubutiana - Chuduca - Chusaris - Chutapha - Chytobrya - Chytolita - Chytonidia | - Chytonix - Chytoryza - Ciasa - Cidariplura - Cilla - Cingalesa - Cirphis - Cirrhia - Cirrhobolina - Cirrhophanus - Cirrodes - Cirrodiana - Cirrodistis - Cirroedia - Cisaucula - Cissusa - Cladenia - Cladocerotis - Clapra - Clapronia - Clara - Clargia - Claterna - Claudaxylia - Clavipalpa - Clavipalpula - Clemathada - Cleoceris - Cleonymia - Cleophana - Cleptomita - Clethrorasa - Clina - Clinophlebia - Clitis - Cloniatarphes - Closteromorpha - Clytie - Clytomorpha - Clytoscopa - Cnodifrontia - Coarica - Cobalos - Cobubatha - Coccidiphaga - Cocytia - Cocytodes - Codalithia - Codonodes - Coelophoris - Coeloturatia - Coenagria - Coenipeta - Coenobela - Coenobia - Coenophila - Coenotoca - Coeriana - Cofimpacia - Cola - Colbusa - Coleta - Colnettia - Colobochyla - Colocasidia - Colodes - Colonsideridis - Colpocheilopteryx - Cometaster - Cometera - Comocrus - Comodoria - Complutia - Compsenia - Compsotata - Conacontia - Concana - Condate - Condica - Conicochyta - Conicofrontia - Conicophoria - Conisania - Conistra - Conochares - Conochuza - Conocrana - Conosema - Conscitalypena - Conservula - Consobrambus - Constantargyris - Constantiodes - Contortivena - Convercala - Copablepharon - Copanarta - Cophanta - Copibryophila - Copicucullia - Copidryas - Copifrontia - Copihadena - Copipanolis - Copiphana - Copitarsia - Copitype - Copivaleria - Coptocnemia - Coranarta - Corcobara - Coremagnatha - Corethrobela - Corgatha | - Corgathalia - Coria - Corisce - Corna - Cornutifera - Cornutiplusia - Coronta - Cororthosia - Corrha - Corsa - Cortyla - Corubia - Coruncala - Corycia - Corynitis - Corythurus - Coscaga - Cosmia - Cosmodes - Cosmophila - Costankia - Cotanda - Cotarsina - Cotuza - Coxina - Craccaphila - Crambiforma - Crambodes - Crambophilia - Crambopsis - Crameria - Cranionycta - Craniophora - Craptignapa - Crasia - Crassagrotis - Crassivesica - Craterestra - Cremnophora - Crenularia - Cretonia - Crimona - Crinala - Crinisinus - Crinocula - Crioa - Crionica - Criophasia - Cristatopalpus - Crithote - Crochiphora - Crocigrapha - Cromobergia - Cropia - Crosia - Cruria - Cruriopsis - Crusiseta - Cryassa - Crymodes - Crymona - Cryphia - Cryphioides - Cryphiomima - Crypsedra - Crypsiprora - Crypsotidia - Cryptastria - Cryptocala - Cryptochrostis - Cryptochrysa - Cryptomeria - Cteipolia - Ctenoceratoda - Ctenoplusia - Ctenostola - Ctenusa - Ctenypena - Ctypansa - Cuahtemoca - Cubena - Cucullia - Cuculluna - Culasta - Culicula - Cultripalpa - Cuneisigna - Cuphanoa - Cupreosotis - Curubasa - Curvatula - Cutina - Cyathissa - Cyclodes - Cyclopera - Cyclopis - Cycloprora - Cycloprosopus - Cyclopteryx - Cydosia - Cyligramma - Cymatophoropsis - Cymoblemma - Cymodegma - Cymonia - Cymosafia - Cyphocampa - Cyptonychia - Cyrebia - Cyrima - Cyrtandra - Cytocanis - Cytothymia - Cyttaralopha |